# Abd al-Hakim Hajj Yahya

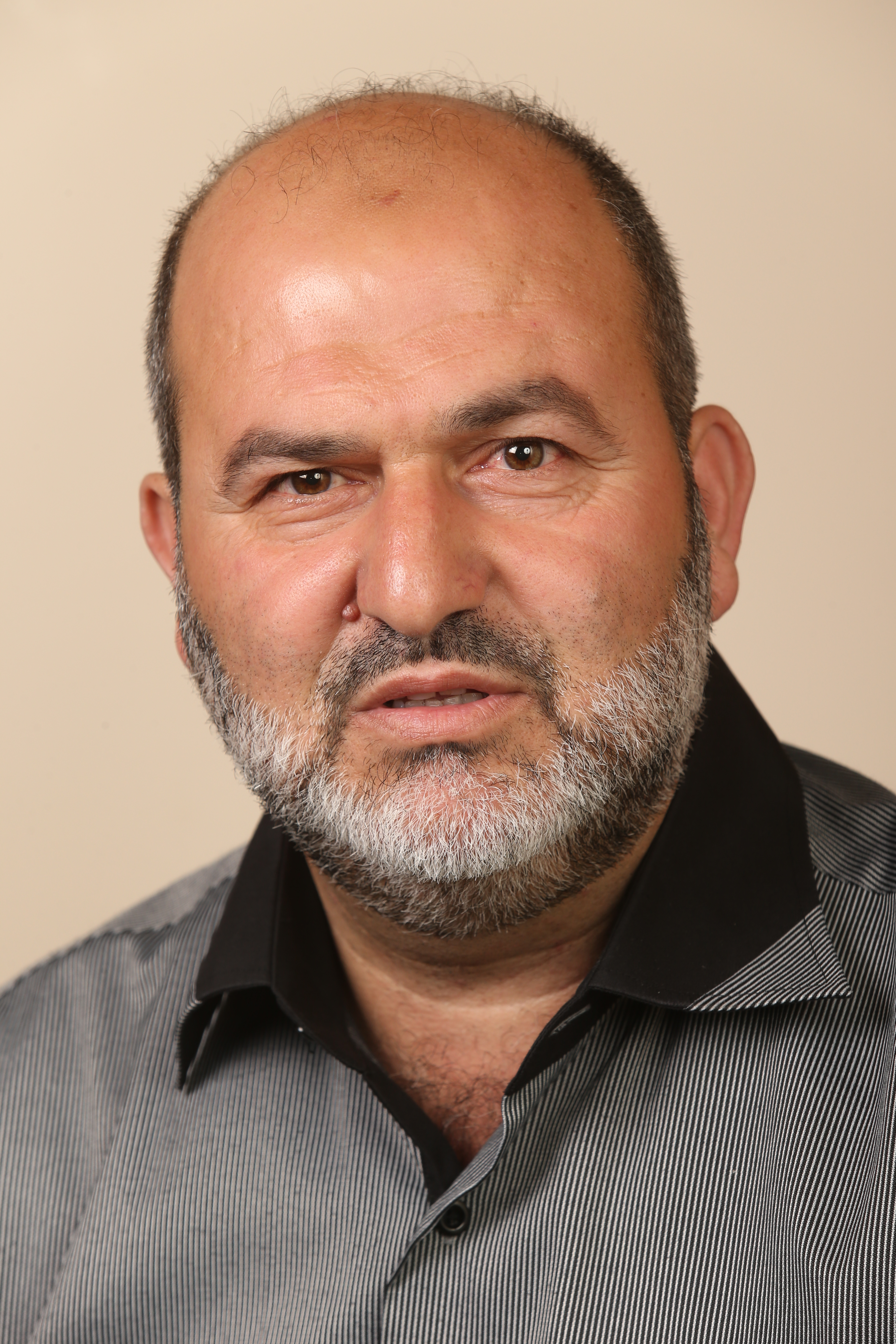
Abd al-Hakim Hajj Yahya

Abd al-Hakim Hajj Yahya (hebräisch עבד אל-חכים חאג' יחיא, arabisch عبد الحكيم حاج يحيى, DMG ʿAbd al-Ḥakīm Ḥāǧǧ Yaḥyā; * 16. Februar 1965) ist ein israelischer Ingenieur und Politiker der Parteikoalition Vereinten Liste.

## Leben
Abd al-Hakim Hajj Yahya studierte Ingenieurswesen am Technion. Abd al-Hakim Hajj Yahya ist seit Mai 2015 Abgeordneter in der Knesset. Er ist verheiratet, hat vier Kinder und wohnt in Tayibe.